# THW Kiel

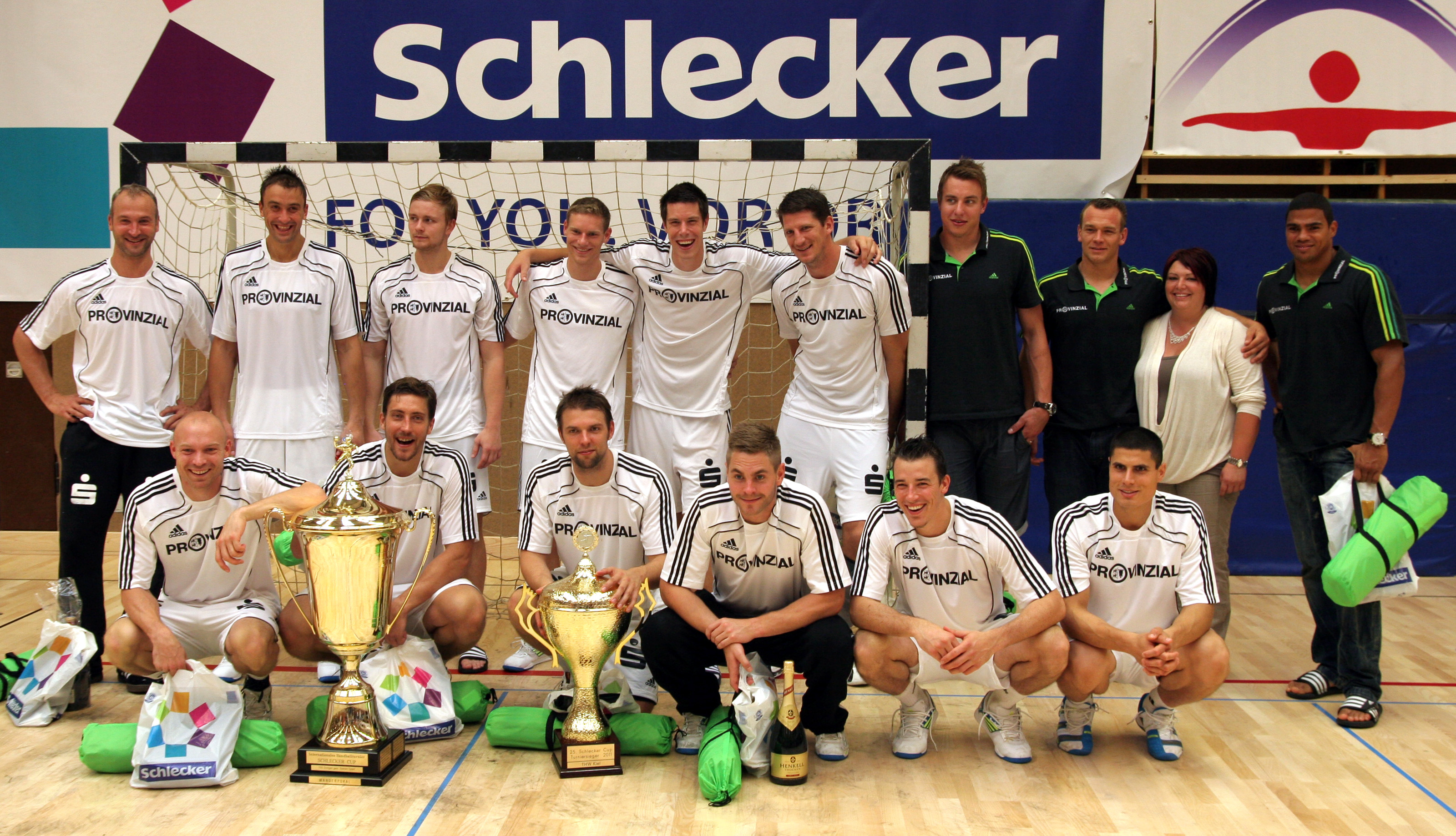
THW Kiel

El Turnverein Hassee-Winterbek e.V. (THW Kiel e.V.) és un equip d'handbol de la ciutat alemanya de Kiel. Actualment el THW Kiel competeix a la 1a Divisió de la Bundesliga alemanya, competició que ha guanyat en 23 ocasions, essent l'equip que més títols de lliga nacionals posseeix.
A nivell internacional ha guanyat diferents competicions, destacant-ne especialment la Copa d'Europa d'handbol dels anys 2007, 2010, 2012 i 2020, si bé ha perdut les finals dels anys 2000, 2008 i 2009.

## Palmarès
- 4 Copa d'Europa: 2007, 2010, 2012 i 2020
- 4 Copa EHF: 1998, 2002, 2004 i 2019
- 1 Supercopa d'Europa: 2007
- 1 Campionat del Món de clubs: 2011
- 23 Lligues alemanyes: 1957, 1962, 1963, 1994, 1996, 1998, 1999, 2000, 2002, 2005, 2006, 2007, 2008, 2009, 2010, 2012, 2013, 2014, 2015, 2020, 2021 i 2023
- 12 Copes alemanyes: 1998, 1999, 2000, 2007, 2008, 2009, 2011, 2012, 2013, 2017, 2019 i 2022
- 13 Supercopes alemanyes: 1995, 1998, 2005, 2007, 2008, 2011, 2012, 2014, 2015, 2020, 2021, 2022 i 2023